# Microdocodon gracilis
Il microdocodonte (Microdocodon gracilis) è un mammaliaforme estinto, appartenente ai docodonti. Visse nel Giurassico medio (Batoniano-Calloviano, circa 165-164 milioni di anni fa) e i suoi resti fossili sono stati ritrovati in Cina.

## Descrizione
Questo animale era di piccole dimensioni e doveva assomigliare vagamente a un toporagno. Il cranio era lungo e sottile, così come la mandibola, e la coda era estremamente allungata. Microdocodon era molto piccolo anche rispetto ai suoi più stretti parenti, come Docodon, e non doveva superare i 9 grammi di peso. Microdocodon è noto per uno scheletro completo perfettamente conservato, comprendente anche le ossa ioidee. Le zampe erano sottili e fornite di cinque dita con artigli ricurvi, adatte a uno stile di vita arboricolo. Le ossa della mandibola erano ancora di tipo cinodonte-non mammifero, e non erano ancora divenute parte dell'orecchio medio.

## Classificazione
Microdocodon gracilis venne descritto per la prima volta nel 2019, sulla base di uno scheletro completo ritrovato nel giacimento di Daohugou nella Cina nordorientale. Microdocodon era un rappresentante specializzato dei docodonti, un gruppo di terapsidi mammaliaformi vicini all'origine dei mammiferi veri e propri. 

## Importanza dei fossili
La scoperta di un apparato ioideo ossificato nel fossile di Microdocodon ha permesso di conoscere meglio l'evoluzione di questa struttura nei mammiferi e nei loro stretti parenti. La complessità di questa struttura in Microdocodon suggerisce che questo animale era in grado di masticare e deglutire, due azioni complesse che solo i mammiferi sono in grado di compiere. La scoperta di uno ioide di tipo moderno in Microdocodon suggerisce che queste azioni erano già esercitate dai mammaliaformi come i docodonti, e che la caratteristica primaria che differenziava i mammiferi veri e propri dai mammaliaformi non mammiferi era data dal grado di evoluzione delle ossa dell'orecchio medio.

## Paleoecologia
Microdocodon doveva essere un minuscolo animale arboricolo, uno dei primi mammaliaformi ad avere uno stile di vita legato all'ambiente arboreo. Più o meno negli stessi luoghi e nello stesso periodo vivevano altri docodonti specializzati, come Castorocauda (un animale nuotatore e predatore di pesci), Docofossor (dallo stile di vita fossorio) e Agilodocodon (un altro animale arboricolo).